# Buxton, Norfolk
Buxton är en by i civil parish Buxton with Lammas, i distriktet Broadland, i grevskapet Norfolk i England. Byn ligger 14 km från Norwich. Orten har 1 359 invånare (2015). Buxton var en civil parish fram till 1935 när blev den en del av Buxton with Lammas. Civil parish hade 490 invånare år 1931. Byn nämndes i Domedagsboken (Domesday Book) år 1086, och kallades då Buk/Buchestuna.